# Temporada 2010-11 da PSL
A Temporada 2010-11 da Premier Soccer League (conhecida como ABSA Premiership por razões de patrocínio) foi a décima quinta disputa desde a sua criação do Campeonato Sul-Africano de Futebol. O Supersport United era o atual campeão, já que havia conquistado o seu terceiro título da Premier League na temporada anterior. O campeonato começou em 27 de agosto de 2010 e terminou em 21 de maio de 2011. Um total de 16 equipes disputaram a liga, 15 dos quais já haviam disputado na temporada 2009-10 e um dos que foram promovidos a partir da National First Division.
O Orlando Pirates garantiu o título com uma vitória por 2-1 contra o Golden Arrows em 21 de maio de 2011. Este foi o seu terceiro título da PSL. No fim da tabela, o Mpumalanga Black Aces foi rebaixado para a Segunda Divisão, enquanto o Vasco da Gama disputou os playoffs do rebaixamento e não conseguiu garantir seu lugar na Premier League.

## Participantes
Algumas das equipes trocaram seus locais sedes durante a temporada.
A tabela abaixo lista o principal estádio escolhido como local de origem, para cada equipe.
| Time                  | Localização                 | Província     | Estádio                         | Capacidade |
| --------------------- | --------------------------- | ------------- | ------------------------------- | ---------- |
| Ajax Cape Town        | Cape Town (Parow)           | Western Cape  | Cape Town Stadium               | 55 000     |
| AmaZulu               | Durban (Durban North)       | Kwazulu-Natal | Moses Mabhida Stadium           | 54 000     |
| Bidvest Wits          | Johannesburg (Braamfontein) | Gauteng       | Bidvest Stadium                 | 5 000      |
| Bloemfontein Celtic   | Bloemfontein                | Free State    | Seisa Ramabodu Stadium          | 20 000     |
| Free State Stars      | Bethlehem                   | Free State    | Goble Park                      | 20 000     |
| Golden Arrows         | Durban (Chatsworth)         | Kwazulu-Natal | Chatsworth Stadium              | 22 000     |
| Kaizer Chiefs         | Johannesburg (Soweto)       | Gauteng       | FNB Stadium (Soccer City)       | 94 736     |
| Mamelodi Sundowns     | Pretoria (Atteridgeville)   | Gauteng       | Lucas Moripe Stadium            | 28 900     |
| Maritzburg United     | Pietermaritzburg            | Kwazulu-Natal | Harry Gwala Stadium             | 22 000     |
| Moroka Swallows       | Johannesburg (Soweto)       | Gauteng       | Dobsonville Stadium             | 24 000     |
| Mpumalanga Black Aces | Witbank                     | Mpumalanga    | Puma Stadium (Atlantic Stadium) | 20 000     |
| Orlando Pirates       | Johannesburg (Soweto)       | Gauteng       | Orlando Stadium                 | 40 000     |
| Platinum Stars        | Rustenburg (Phokeng)        | North West    | Royal Bafokeng Stadium          | 42 000     |
| Santos                | Cape Town (Lansdowne)       | Western Cape  | Athlone Stadium                 | 30 000     |
| Supersport United     | Pretoria (Atteridgeville)   | Gauteng       | Lucas Moripe Stadium            | 28 900     |
| Vasco da Gama         | Cape Town (Parow)           | Western Cape  | Athlone Stadium                 | 30 000     |

## Classificação
| #  | Equipa                    | J  | V  | E  | D  | GP | GC | SG  | Pts | Classificação                                     |
| -- | ------------------------- | -- | -- | -- | -- | -- | -- | --- | --- | ------------------------------------------------- |
| 1  | Orlando Pirates           | 30 | 17 | 9  | 4  | 41 | 23 | +18 | 60  | Qualificado para Liga dos Campeões da CAF de 2012 |
| 2  | Ajax Cape Town            | 30 | 18 | 6  | 6  | 50 | 36 | +14 | 60  |                                                   |
| 3  | Kaizer Chiefs             | 30 | 17 | 8  | 5  | 45 | 23 | +22 | 59  |                                                   |
| 4  | Mamelodi Sundowns         | 30 | 18 | 4  | 8  | 52 | 28 | +24 | 58  |                                                   |
| 5  | Bloemfontein Celtic       | 30 | 14 | 10 | 6  | 37 | 23 | +14 | 52  |                                                   |
| 6  | Bidvest Wits              | 30 | 10 | 10 | 10 | 47 | 39 | +8  | 40  |                                                   |
| 7  | Supersport United         | 30 | 11 | 7  | 12 | 32 | 38 | −6  | 40  |                                                   |
| 8  | Santos                    | 30 | 8  | 13 | 9  | 37 | 43 | −6  | 37  |                                                   |
| 9  | Free State Stars          | 30 | 7  | 14 | 9  | 28 | 32 | −4  | 35  |                                                   |
| 10 | Platinum Stars            | 30 | 6  | 15 | 9  | 34 | 37 | −3  | 33  |                                                   |
| 11 | Golden Arrows             | 30 | 9  | 6  | 15 | 44 | 49 | −5  | 33  |                                                   |
| 12 | Maritzburg United         | 30 | 8  | 9  | 13 | 32 | 46 | −14 | 33  |                                                   |
| 13 | Moroka Swallows           | 30 | 8  | 8  | 14 | 26 | 40 | −14 | 32  |                                                   |
| 14 | AmaZulu F.C.              | 30 | 5  | 15 | 10 | 43 | 45 | −2  | 30  |                                                   |
| 15 | Vasco da Gama             | 30 | 7  | 9  | 14 | 35 | 47 | −12 | 30  | Qualificado para Playoff de rebaixamento da PSL   |
| 16 | Mpumalanga Black Aces (R) | 30 | 4  | 3  | 23 | 19 | 53 | −34 | 15  | Rebaixado para National First Division            |

Última atualização em 21 de maio de 2011
Fonte: Premier Soccer League
Regras para classificação: 1º pontos; 2º saldo de gols; 3º gols pró.
(C) = Campeão; (R) = Rebaixado; (P) = Promovido; (O) = Vencedor do play-off; (A) = Classificado para a próxima fase. 
Somente aplicável se a temporada não tiver terminado: 
(Q) = Classificado para a fase do torneio indicada; (TQ) = Classificado para o torneio, mas não para a fase indicada; (DQ) = Desclassificado do torneio.

## Artilheiros
até 21 de maio de 2011
| Rank | Jogador             | Clube             | Gols |
| ---- | ------------------- | ----------------- | ---- |
| 1    | Knowledge Musona    | Kaizer Chiefs     | 15   |
| 2    | Lehlohonolo Majoro  | AmaZulu           | 14   |
| 2    | Nyasha Mushekwi     | Mamelodi Sundowns | 14   |
| 4    | Katlego Mphela      | Mamelodi Sundowns | 13   |
| 4    | Bradley Grobler     | Platinum Stars    | 13   |
| 6    | Diyo Sibisi         | Maritzburg United | 11   |
| 6    | Sibusiso Zuma       | Vasco da Gama     | 11   |
| 6    | Collins Mbesuma     | Golden Arrows     | 11   |
| 9    | Thulani Serero      | Ajax Cape Town    | 10   |
| 9    | Thembinkosi Fanteni | Ajax Cape Town    | 10   |
| 9    | Erwin Isaacs        | Santos            | 10   |